# Ferdinand Graßmann
Gustav Adolph Ferdinand Graßmann (* 6. Dezember 1843 in Sophienhof; † 22. April 1918 in Thorn) war Jurist und Mitglied des Deutschen Reichstags.

## Leben
Graßmann besuchte das Gymnasium in Anklam, die Lateinschule in Halle  und die Universitäten in Tübingen, Halle und Berlin. Im Dezember 1870 wurde er Referendar und am 8. Februar 1876 Assessor. Am 5. Januar 1877 wurde er Kreisrichter in Thorn und Amtsrichter in Kulmsee am 31. Juli 1879. Landrichter in Thorn wurde er am 1. April 1884 und Landgerichts-Direktor in Thorn am 6. Januar 1896.
Von 1898 bis 1903 war er Mitglied des Deutschen Reichstags für den Wahlkreis Regierungsbezirk Marienwerder 4 (Thorn, Kulm, Briesen) und die Nationalliberale Partei. Zwischen 1904 und 1908 war er auch Mitglied des Preußischen Abgeordnetenhauses.